# Goldborn (Göritzer Fließ)
Koordinaten: 51° 43′ 16,1″ N, 13° 57′ 11,8″ O
Der Goldborn ist eine Quelle in Werchow, einem Ortsteil der Stadt Calau im Landkreis Oberspreewald-Lausitz in Brandenburg. Sie gilt als die ergiebigste Quelle der Niederlausitz und ist ein eingetragenes Naturdenkmal.

## Lage
Die Quelle befindet sich rund 600 m südlich des Ortskerns unmittelbar an einer ehemaligen Gaststätte und der Straße Cabeler Berg. Westlich ist der Lugteich, östlich fließt die Hölle, ein rechter Zufluss des Göritzer Fließes in Nord-Süd-Richtung vorbei.

## Geschichte und Beschreibung

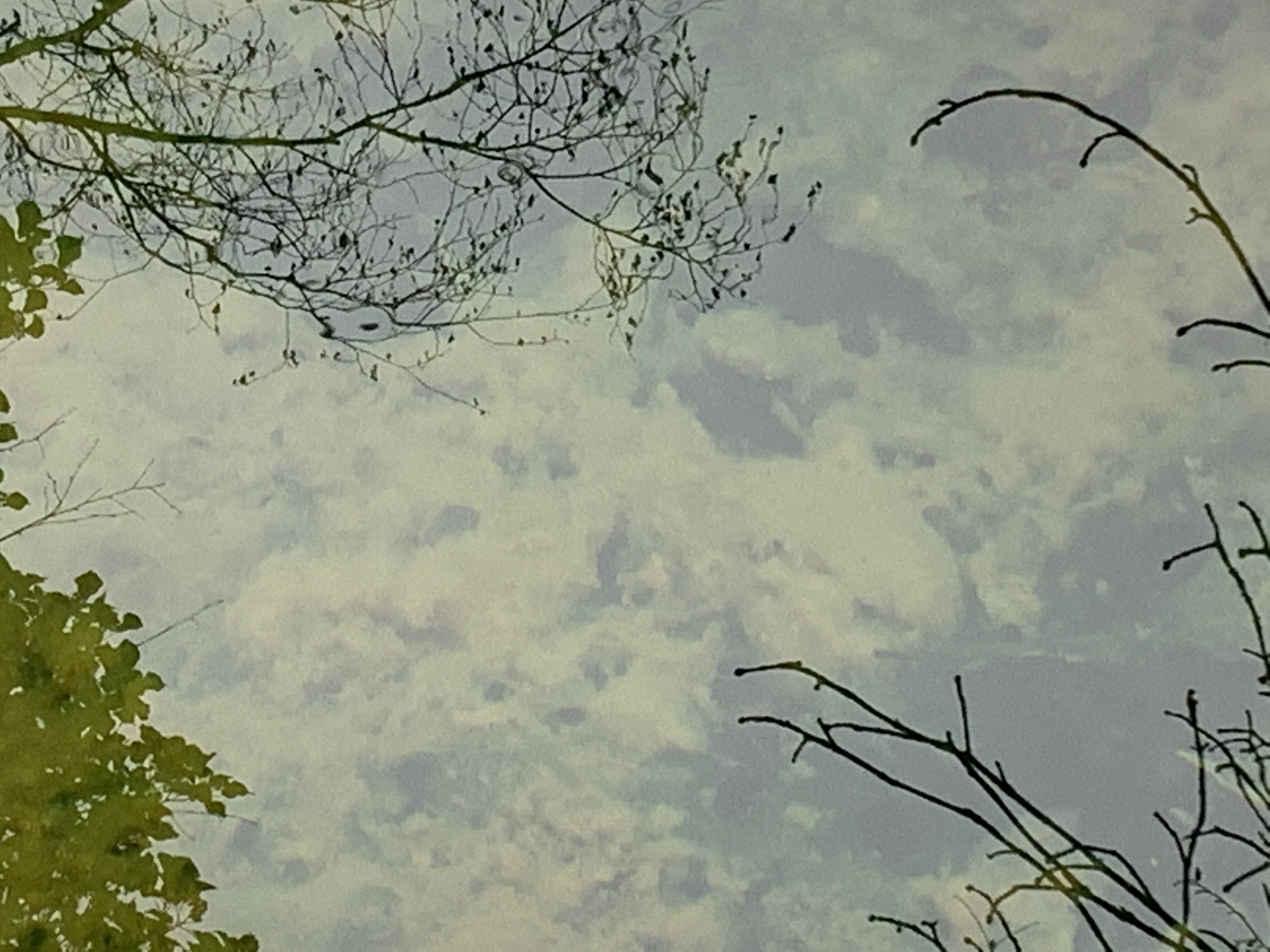
Blick in den Quelltopf

Der Goldborn wurde erstmals 1720 von Adam Friedrich Zürner in seinem Atlas Augusteus der Chursächsischen Lande beschrieben. Die Lausitzer Rundschau berichtete 2008 in einem Artikel über den Goldborn, dass 1757 der Göldne Born in einer Karte von Pietrus Schenk zu finden gewesen sei. Die Prinzessin Anna Christine von Sachsen-Weißenfels soll im Jahr 1758 das Wasser in Dresden zu Heilzwecken eingesetzt haben. 1813 errichtete die Gemeinde einen Bäderbetrieb, der jedoch bereits 1817 wieder beendet wurde.
Vor dem Beginn der Braunkohleförderung betrug die Schüttung rund 17 Liter pro Sekunde. Nach der Absenkung des Grundwasserspiegels wurden in den Jahren 1999 bis 2004 bei Messungen nur noch durchschnittlich 7 Liter pro Sekunde gemessen. Nach Angaben des Landesamtes für Umwelt Brandenburg handelt es sich damit dennoch um die ergiebigste Quelle der Niederlausitz. Das Amt rechnet damit, dass es auch nach Beendigung des Braunkohleabbaus noch Jahrzehnte dauern wird, bis die ursprüngliche Schüttung wieder erreicht wird. Der Goldborn steht seit 2007 als Naturdenkmal unter Schutz.
Eine Informationstafel an der Quelle gibt an, dass pro Minute rund 452 Liter Wasser austreten. Dieses hat einen pH-Wert von 6,5 und enthält rund 2 mg Eisen pro Liter. Hierdurch entstehen Eisenhydroxide, die das Wasser goldfarben-rötlich färben und der Quelle nach Angaben einer Informationsschrift des Ministeriums für Umwelt, Gesundheit und Verbraucherschutz des Landes Brandenburg ihren Namen gab.

## Goldborn-Sage
Einer alten Überlieferung zufolge raubte das Wasserrauschen der Quelle einem Bauern seinen Schlaf. Er transportierte daraufhin mit Hilfe zweier schwarzer Ochsen einen Mühlstein zur Quelle und versenkte ihn im Quelltopf. Die Schüttung ging zurück und das Wasserrauschen verschwand. Der Bauer konnte daraufhin wieder in Ruhe schlafen.